# La Boissière (Hérault)
La Boissière è un comune francese di 926 abitanti situato nel dipartimento dell'Hérault nella regione dell'Occitania.

## Società

### Evoluzione demografica
Abitanti censiti